# 广灵县
广灵县是中国山西省大同市所辖的一个县。总面积为1314平方公里，县人民政府駐府東街1號。

## 历史沿革
汉朝置平舒县，北齐废，五代后唐设广陵县，金朝改广灵县。

## 行政区划
广灵县下辖5个镇、3个乡：
壶泉镇、南村镇、加斗镇、作疃镇、梁庄镇、一斗泉乡、蕉山乡和宜兴乡。

## 人口
根据(山西省)大同市第七次全国人口普查公报显示：广灵县常住人口为154253人。

## 交通
- 239国道过境。
- 广宁高速（广源）过境。